# 右攝提增三
牧夫座1，又名BD+20 2858，HD 119055、SAO 82942、HR 5144，是牧夫座的一颗恒星，视星等为5.75，位于銀經3.08，銀緯76.64，其B1900.0坐标为赤經13h 35m 53.8s，赤緯+20° 76.64′ 41″。